# Jagdgeschwader 331
Jagdgeschwader 331 (dobesedno slovensko: Lovski polk 331; kratica JG 331) je bil lovski letalski polk (Geschwader) v sestavi nemške Luftwaffe.

## Organizacija
- štab
- I. skupina[1]